# Шадрінськ
Ша́дрінськ, Ш́адринськ — місто обласного підпорядкування Курганської області Росії, райцентр, друге за величиною та значенням місто області після Кургану (відстань залізницею — 146 км, автошляхами — 155 км). Розташоване на Західносибірській рівнині, в мальовничому місці на річці Ісеть (притоці Тоболу).
Є значним культурним, освітнім і промисловим осередком південно-західного Зауралля.
Тут діє й залізнична станція Шадрінськ.

## Історична довідка
Поселення на місці сучасного Шадрінська, т. зв. Шадрине займище (рос. «Шадрина заимка»), відоме з 1644 року.
Шадрінськ заснував у XVII ст. слобідський козак Юрій Малечкін (на прізвисько Юшко Соловей). Він звернувся до Тобольська з проханням дозволити будувати остріг і слободу. У Наказній пам'ятці було дозволено «літа 7171 вересня о 15 день» (за н.ст. 25 вересня 1662 року) розпочати будівництво.
На початку існування слобода росла швидко, до 1686 стала найбільшою у Західному Сибіру. Тут було 137 дворів орних селян, 10 — біломісних козаків, 41 — драгунів. У 2-й пол. XVII—XIX ст. була адміністративно-торговим центром Ісетського краю, у 1738 р. — центром Ісетської провінції. У 1712 р. указом тобольского воєводи перейменована в Архангельське Шадрінське містечко, або Малоархангельск Тобольського повіту. У 1733 р. містечко вщент згоріло і знов стало слободою. Статус міста знов було надано у 1781 році.
У XVIII ст. місто обмежувалось поперечними вулицями Веселою (наразі зветься Карла Лібкнехта) і Церковною (Рози Люксембург), поздовжніми Набережною (Кондюріна) та Петропавлівською (Маркса), у довжину до 1 км, у ширину — 200—400 м.
У 1771 р. з благословення єпископа Тобольського Варлама закладено кам'яний храм Преображення господнього. Це перша кам'яна споруда міста, збудована під керівництвом настоятеля Успенського Далматовського монастиря ігумена Адама Аркудинського. Храм належить до українського бароко зі впливом інших стилів.
У 1774 р. царські війська звідси повели наступ для придушення повстання Омеляна Пугачова.
З 1781 — статус повітового міста Пермського намісництва. У 1822-40 рр. на лівому березі Ісеті працювала фарфоро-фаянсова фабрика купця Фетисова. Щороку бували Петрівський, Михайлівський та Опанасівський ярмарки (хліб, крупа, м'ясо, олія, полотно, з Уралу, Нижнього Новгорода везли тканини, килими, метал). У 2-й пол. XVIII ст. поширилась кустарна промисловість, зайнявши 1500 чол. Будувались підприємства: салотопне, миловарне, пімокатне, синильне, цегельне. До 1890 року в місті діяло 27 промислових підприємств. У 1865 році великий купець Альфонс Поклевський-Козеллі став власником гуральні. На початку XX ст. з'являються прядильно-ткацька фабрика братів Бутакових Дмитра Івановича і Юхима Івановича, сільгоспмайстерня Молодцова, У 1870 р. введено місцеве самоврядування: Думу й Управу. Було 2 лікарні, аптека. З 1876 діяла земська бібліотека, з 1880-х рр. — аматорський театр, з 1789 р. — школа, в 1906 році — жіноча гімназія, в 1907 році — реальне училище, в 1914 році — вчительська семінарія. У 1910 році — клуб прикажчиків, де був театр і кінематограф.
У 1913 р. Микола Здобнов організував у Шадрінську випуск першої в місті газети «Ісеть», у 1917 р. обраний головою міськдуми і депутатом всеросійських установчих зборів. У січні 1918 року місто потрапило під радянську владу. На початку липня 1918 р. місто зайняли чеські війська. З липня 1918 по липень 1919 рр. в Шадрінську виходить «Народна газета». На поч. серпня 1919 р. повернулись сов. війська.
У 1919 році відкрилася музична школа (закрилася в 1923 році) У 1935 році знов відкрилася музична школа. У 1925 році створено тубдиспансер (існує досі). У 1928 році відкрито Шадрінський педагогічний технікум, у 1932 — фінансово-економічний технікум, у 1935 — Школу медичних сестер, нині медичний коледж, 1939 — на базі педагогічного технікуму створено учительський інститут (нині педінститут). У 1952 році Шадрінський державний педінститут назвали Курганським державним педінститутом і в повному складі перевели в Курган.
З 1924 року — центр Шадрінського округу Уральської області. З 1934 року Шадрінськ став районним центром Челябінської області. У травні 1941 отримано статус міста обласного підпорядкування. З 6 лютого 1943 Шадрінськ — у складі Курганської області, виділеної зі складу Челябінської області.
У 1978 році в північно-східній частині міста почав роботу молочноконсервний комбінат.

## Персоналії
- Ільчук Микола Семенович (* 1941) — радянський та український кінооператор.